# Stereodon tristo-viridis
Stereodon tristo-viridis là một loài Rêu trong họ Hypnaceae. Loài này được Broth. mô tả khoa học đầu tiên năm 1899.